# 均三甲苯
均三甲苯（mesitylene），又名1,3,5-三甲苯、，分子式C9H12，是苯环上三个氢对称地被三个甲基取代而得到的芳香烃。

## 制取
用硫酸处理丙酮后蒸馏（发生羟醛缩合反应），或者将丙炔在硫酸作用下三聚，都可以制得均三甲苯。在这两个反应中，硫酸既作为催化剂，又作为脱水剂。

## 应用
在科学研究和化工生产中，均三甲苯广泛地用作溶剂。它可燃，有刺激性，而且凝固点很低。
在电子工业中，由于均三甲苯是一种良好的溶剂，它还被用作硅酮感光片的显影剂。
均三甲苯也是一种城市中常见的挥发性有机化合物（VOC），主要由燃烧产生。它在很多大气化学的反应中发挥重要作用（包括气雾和对流层臭氧的生成）。
均三甲苯基（Mes）是一个在多种有机化合物中存在的官能团。
芳环上的三个氢有着相同的化学环境，它们对应均三甲苯的核磁共振氢谱中6.8ppm处的3个氢的单峰。因此，均三甲苯有时在包含芳香质子的有机样品的核磁共振测定中用作内标物。